# J.말루셀리 푸치보우
J.말루셀리 푸치보우(포르투갈어: J.Malucelli Futebol)는 짧게 J.말루셀리라고도 불리며, 브라질 파라나 주 쿠리치바를 연고로 하는 축구 클럽이다. 1994년 12월 27일 창단하였으며, 2008년 캄페오나투 브라질레이루 세리이 C까지 진출한 바 있다.
과거에는 클루비 말루트롱(포르투갈어: Clube Malutrom), 스포르트 클루브 코린치앙스 파라나엔시(포르투갈어: Sport Club Corinthians Paranaense)라는 구단명을 사용했다.

## 역사
1994년 12월 27일 말루셀리와 트롬비니 가문이 모여 클루비 말루트롱이라는 축구단을 창단하였다. 말루트롱은 두 가문의 머릿글자를 혼합한 혼성어이다.
2005년 구단명이 J.말루셀리 푸치보우로 변경되었다.
2007년 구단은 코파 파라나에서 론드리나 EC를 꺾고 우승을 차지하였다. 이듬해 코파 두 브라지우와 캄페오나투 브라질레이루 세리이 C에까지 진출에 성공하며, 구단 역사상 최고의 성적을 내리 기록하였다.
2009년 구단명은 스포르트 클루브 코린치앙스 파라나엔시라는 명칭으로 변경되었다. 당시 SC 코린치앙스 파울리스타와 비슷한 유니폼과 로고를 차용하여 사용하였다.
2012년 8월 10일 구단은 공식적으로 J.말루셀리라는 구단명을 사용하게 되었음을 발표하였다.

## 수상
- 코파 파라나
  - 우승 (1회):  2007